# Laurie Koehn
Laurie Koehn, née le 13 mai 1982 à Newton, dans le Kansas aux États-Unis, est une joueuse américaine de basket-ball.

## Biographie
Après le lycée de Moundridge, elle intègre l'Université d'État du Kansas. Avec les Wildcats, elle établit un nouveau record historique de la NCAA avec 392 paniers à trois points réussis, surpassant d'une unité la précédente marque d'Erin Thorn. Ce record n'est battu qu'en 2015 par Kaleena Mosqueda-Lewis.
Non draftée, elle est signée comme agent libre par les Mystics de Washington où elle reste quatre saisons. En 2009, elle est coupée en pré-saison par les Mystics, puis par le Mercury. Elle retrouve la WNBA en 2012 au Dream d'Atlanta. En 2007, elle remporte le concours des trois points du WNBA All-Star Game 2007.
En joue également en Europe, d'abord en France à Valenciennes puis en Turquie à Federasyonu, puis deux ans en Pologne d'abord à Rybnik (17,9 points par match) puis à Pruszków. En 2012-2013, elle découvre le championnat australien au Logan Thunder.
À l'entraînement, elle réussit 132 tirs à trois points derrière la ligne universitaire à 6,32 m (20′ 9″) sur 135 tirs tentés en cinq minutes.
L'entraîneuse de Washington State la promeut entraîneuse associée en avril 2018.

## Clubs
- ?-? :  Moundridge High School
- 2001-2005 :  Wildcats de Kansas State
- 2007-2008 :  Union sportive Valenciennes Olympic
- 2008-2009 :  Federasyonu
- 2010-2011 :  Utex Row Rybnik
- 2011-2012 :  Matizol Lider Pruszków
- 2012-2013 :  Logan Thunder

WNBA
- 2005-2008 : Mystics de Washington
- 2012 : Dream d'Atlanta

## Palmarès
- Médaille d'argent aux Jeux panaméricains de 2003

## Distinctions individuelles
- All-Big 12 Second Team (2005, 2004)
- CoSIDA Academic All-American (2004)
- Big 12 All-Academic First Team (2005)